# Ulrich Bister
Ulrich Bister (* 5. Juni 1948 in Bedburg-Hau; † 11. Juni 2008 in Herborn) war ein deutscher Theologe, Kirchenhistoriker und Verleger.

## Leben
Bister wuchs in Bedburg-Hau auf. Nach dem Abitur (1968 in Kleve) studierte er bis 1972 in Gießen Evangelische Theologie, Geographie, Pädagogik und orientalische Sprachen und trat dann in den hessischen Schuldienst ein. Bis 1974 studierte er parallel noch Evangelische Theologie in Marburg. Während dieser Zeit begann er mit dem Aufbau eines umfangreichen Privatarchivs zur Geschichte des Freikirchentums, insbesondere der Brüderbewegung. 1983 promovierte er bei Erich Geldbach in Marburg über die Geschichte der deutschen Brüderbewegung von den Anfängen bis zum Verbot des Jahres 1937. 1996 wurde er vom Schuldienst beurlaubt und widmete sich fortan hauptberuflich seinen kirchengeschichtlichen Forschungen und dem von ihm gegründeten Sepher-Verlag. Zu seinen größten Projekten gehörte die Mitherausgabe der Briefe Gerhard Tersteegens (erschienen 2008) und eine (zu Lebzeiten nicht vollendete, jedoch postum von seinem Sohn Jean Bister weitergeführte) Faksimile-Ausgabe der Bibelübersetzung von Johannes Piscator (von 2003 bis 2014 acht Bände). Zeitweise hatte er auch Lehraufträge an der Freien Theologischen Akademie Gießen, der Bibelschule Wiedenest und der Evangelisch-Theologischen Fakultät Löwen inne; an letzterer war er Gastprofessor.
Bister war verheiratet und hatte vier Kinder. Er lebte seit 1977 in Herborn-Hörbach.

## Veröffentlichungen
- Die Brüderbewegung in Deutschland von ihren Anfängen bis zum Verbot des Jahres 1937 unter besonderer Berücksichtigung der Elberfelder Versammlungen. Diss. Marburg 1983.
- (mit Martin Zeim:) Johann Jakob Rambach: Leben – Briefe – Schriften. Brunnen Verlag, Gießen/Basel 1993.
- (mit Michael Knieriem:) Gerhard Tersteegen: Für dich sei ganz mein Herz und Leben: Eine Auswahl seiner Lieder und Briefe an Erweckte im Bergischen Land. Brunnen, Gießen/Basel 1997.
- (mit Urs B. Leu:) Verborgene Schätze des Täufertums: Seltene Dokumente zur Täufergeschichte des 16. Jahrhunderts. Sepher, Herborn / Concepcion Seidel, Hammerbrücke 2001.
- (Hrsg.) Die reformierte Herborner Bibel des Johann Piscator: Geschichte und Wirkung. Concepcion Seidel, Hammerbrücke 2001.
- (Hrsg.) Die Piscator-Bibel [Faksimile der 2. Auflage 1604–06]: Das Neue Testament. 2 Bände mit Erklärungsband. Sepher, Herborn / Concepcion Seidel, Hammerbrücke 2003. — Die 5 Bücher Mose. Ebd. 2007. — Josua bis Esther. Sepher, Herborn 2011. — Hiob bis Hohelied. Ebd. 2012. — Jesaja bis Maleachi. Ebd. 2013. — Apokryphen. Ebd. 2014. — Sonderband mit Auszügen zum „Anhang des Herbornischen Biblischen wercks“. Ebd. 2014.
- (Hrsg.) Die Wormser Propheten. Sepher, Herborn / Concepcion Seidel, Hammerbrücke 2003.
- Georg Müller (1805–1898). Zum 200. Geburtstag. edition Wiedenest. Jota, Hammerbrücke 2005.
- (Hrsg.) Johannes Warns: Wahrheit in der Liebe (Ein quellengeschichtliches Lesebuch). edition Wiedenest. Jota, Hammerbrücke 2005.
- (mit Stephan Holthaus:) Friedrich Wilhelm Baedeker: Leben und Werk eines Russlandmissionars. edition Wiedenest. Jota, Hammerbrücke 2006.
- (mit Gustav Adolf Benrath und Klaus vom Orde:) Gerhard Tersteegen: Briefe. 2 Bände. Brunnen, Gießen / Vandenhoeck & Ruprecht, Göttingen 2008.
- (mit Uwe Bertelmann:) Alt-Jerusalem: Jerusalem und Umgebung im 19. Jahrhundert in Bildern aus der Sammlung von Conrad Schick. Brunnen, Gießen 2008.